# КК Мерсин ББ
КК Мерсин ББ (тур. Mersin Büyükşehir Belediyesi SK) је турски кошаркашки клуб из Мерсина. У сезони 2015/16. такмичи се у Другој лиги Турске.

## Историја
Клуб је основан 1993. године, а од 2005. до 2014. такмичио се у Првој лиги Турске. Најбољи пласман у њој остварен је у сезони 2008/09. и то је било седмо место уз четвртфинале доигравања. Био је финалиста националног купа 2010. године.

## Успеси

### Национални
- Куп Турске:
  - Финалиста (1): 2010.

## Учинак у претходним сезонама
| Сез.     | Првенство Турске | Куп Турске   | Европско такмичење | Европско такмичење |
| -------- | ---------------- | ------------ | ------------------ | ------------------ |
| 2005/06. | 14. место        | Четвртфинале | -                  |                    |
| 2006/07. | 9. место         | Групна фаза  | -                  |                    |
| 2007/08. | 10. место        | Групна фаза  | -                  |                    |
| 2008/09. | Четвртфинале ПО  | Групна фаза  | -                  |                    |
| 2009/10. | 12. место        | Финалиста    | -                  |                    |
| 2010/11. | 13. место        | Групна фаза  | -                  |                    |
| 2011/12. | 10. место        | Групна фаза  | -                  |                    |
| 2012/13. | 12. место        | Групна фаза  | -                  |                    |
| 2013/14. | 15. место        | Групна фаза  | -                  |                    |

## Познатији играчи
- Бо Макејлеб
- Горан Николић
- Предраг Самарџиски
- Душан Чантекин